# Comuni della Polonia (A-C)
Questo è un elenco dei 2.479 comuni della Polonia ordinati alfabeticamente dalla A alla C.
| Numero | Comune                               | Distretto                            | Voivodato | Tipo |
| ------ | ------------------------------------ | ------------------------------------ | --------- | ---- |
| 1      | Abramów                              | Distretto di Lubartów                | LU        | w    |
| 2      | Adamów (Łuków)                       | Distretto di Łuków                   | LU        | w    |
| 3      | Adamów (Zamość)                      | Distretto di Zamość                  | LU        | w    |
| 4      | Adamówka                             | Distretto di Przeworsk               | PK        | w    |
| 5      | Aleksandrów (Lublino)                | Distretto di Biłgoraj                | LU        | w    |
| 6      | Aleksandrów (Łódź)                   | Distretto di Piotrków                | LD        | w    |
| 7      | Aleksandrów Kujawski                 | Distretto di Aleksandrów Kujawski    | KP        | m    |
| 8      | Aleksandrów Kujawski (comune rurale) | Distretto di Aleksandrów Kujawski    | KP        | w    |
| 9      | Aleksandrów Łódzki                   | Distretto di Zgierz                  | LD        | mw   |
| 10     | Alwernia                             | Distretto di Chrzanów                | MA        | mw   |
| 11     | Andrespol                            | Distretto di Łódź Est                | LD        | w    |
| 12     | Andrychów                            | Distretto di Wadowice                | MA        | mw   |
| 13     | Andrzejewo                           | Distretto di Ostrów Mazowiecka       | MZ        | w    |
| 14     | Annopol                              | Distretto di Kraśnik                 | LU        | mw   |
| 15     | Augustów                             | Distretto di Augustów                | PD        | m    |
| 16     | Augustów (comune rurale)             | Distretto di Augustów                | PD        | w    |
| 17     | Babiak                               | Distretto di Koło                    | WP        | w    |
| 18     | Babice (Polonia)                     | Distretto di Chrzanów                | MA        | w    |
| 19     | Babimost                             | Distretto di Zielona Góra            | LB        | mw   |
| 20     | Baborów                              | Distretto di Głubczyce               | OP        | mw   |
| 21     | Baboszewo                            | Distretto di Płońsk                  | MZ        | w    |
| 22     | Baćkowice                            | Distretto di Opatów                  | SK        | w    |
| 23     | Bakałarzewo                          | Distretto di Suwałki                 | PD        | w    |
| 24     | Baligród                             | Distretto di Lesko                   | PK        | w    |
| 25     | Bałtów                               | Distretto di Ostrowiec Świętokrzyski | SK        | w    |
| 26     | Banie                                | Distretto di Gryfino                 | ZP        | w    |
| 27     | Banie Mazurskie                      | Distretto di Gołdap                  | WN        | w    |
| 28     | Baranowo                             | Distretto di Ostrołęka               | MZ        | w    |
| 29     | Baranów (Masovia)                    | Distretto di Grodzisk Mazowiecki     | MZ        | w    |
| 30     | Baranów (Grande Polonia)             | Distretto di Kępno                   | WP        | w    |
| 31     | Baranów (Lublino)                    | Distretto di Puławy                  | LU        | w    |
| 32     | Baranów Sandomierski                 | Distretto di Tarnobrzeg              | PK        | mw   |
| 33     | Barciany                             | Distretto di Kętrzyn                 | WN        | w    |
| 34     | Barcin                               | Distretto di Żnin                    | KP        | mw   |
| 35     | Barczewo                             | Distretto di Olsztyn                 | WN        | mw   |
| 36     | Bardo (Polonia)                      | Distretto di Ząbkowice Śląskie       | DS        | mw   |
| 37     | Bargłów Kościelny                    | Distretto di Augustów                | PD        | w    |
| 38     | Barlinek                             | Distretto di Myślibórz               | ZP        | mw   |
| 39     | Bartniczka                           | Distretto di Brodnica                | KP        | w    |
| 40     | Bartoszyce                           | Distretto di Bartoszyce              | WN        | m    |
| 41     | Bartoszyce (comune rurale)           | Distretto di Bartoszyce              | WN        | w    |
| 42     | Baruchowo                            | Distretto di Włocławek               | KP        | w    |
| 43     | Barwice                              | Distretto di Szczecinek              | ZP        | mw   |
| 44     | Batorz                               | Distretto di Janów Lubelski          | LU        | w    |
| 45     | Bądkowo                              | Distretto di Aleksandrów Kujawski    | KP        | w    |
| 46     | Bedlno                               | Distretto di Kutno                   | LD        | w    |
| 47     | Bejsce                               | Distretto di Kazimierza Wielka       | SK        | w    |
| 48     | Belsk Duży                           | Distretto di Grójec                  | MZ        | w    |
| 49     | Bełchatów                            | Distretto di Bełchatów               | LD        | m    |
| 50     | Bełchatów (comune rurale)            | Distretto di Bełchatów               | LD        | w    |
| 51     | Bełżec                               | Distretto di Tomaszów Lubelski       | LU        | w    |
| 52     | Bełżyce                              | Distretto di Lublino                 | LU        | mw   |
| 53     | Besko                                | Distretto di Sanok                   | PK        | w    |
| 54     | Bestwina                             | Distretto di Bielsko-Biała           | SL        | w    |
| 55     | Będków                               | Distretto di Tomaszów Mazowiecki     | LD        | w    |
| 56     | Będzin                               | Distretto di Będzin                  | SL        | m    |
| 57     | Będzino                              | Distretto di Koszalin                | ZP        | w    |
| 58     | Biała (Opole)                        | Distretto di Prudnik                 | OP        | mw   |
| 59     | Biała (Łódź)                         | Distretto di Wieluń                  | LD        | w    |
| 60     | Biała Piska                          | Distretto di Pisz                    | WN        | mw   |
| 61     | Biała Podlaska                       |                                      | LU        | m    |
| 62     | Biała Podlaska (comune rurale)       | Distretto di Biała Podlaska          | LU        | w    |
| 63     | Biała Rawska                         | Distretto di Rawa                    | LD        | m    |
| 64     | Białaczów                            | Distretto di Opoczno                 | LD        | w    |
| 65     | Białe Błota                          | Distretto di Bydgoszcz               | KP        | w    |
| 66     | Białobrzegi (Masovia)                | Distretto di Białobrzegi             | MZ        | mw   |
| 67     | Białobrzegi (Precarpazia)            | Distretto di Łańcut                  | PK        | w    |
| 68     | Białogard                            | Distretto di Białogard               | ZP        | m    |
| 69     | Białogard (comune rurale)            | Distretto di Białogard               | ZP        | w    |
| 70     | Białopole                            | Distretto di Chełm                   | LU        | w    |
| 71     | Białośliwie                          | Distretto di Piła                    | WP        | w    |
| 72     | Białowieża                           | Distretto di Hajnówka                | PD        | w    |
| 73     | Biały Bór                            | Distretto di Szczecinek              | ZP        | mw   |
| 74     | Biały Dunajec                        | Distretto di Tatra                   | MA        | w    |
| 75     | Białystok                            |                                      | PD        | m    |
| 76     | Biecz                                | Distretto di Gorlice                 | MA        | mw   |
| 77     | Bielany                              | Distretto di Sokołów                 | MZ        | w    |
| 78     | Bielawa                              | Distretto di Dzierżoniów             | DS        | m    |
| 79     | Bielawy                              | Distretto di Łowicz                  | LD        | w    |
| 80     | Bielice                              | Distretto di Pyrzyce                 | ZP        | w    |
| 81     | Bieliny                              | Distretto di Kielce                  | SK        | w    |
| 82     | Bielsk                               | Distretto di Płock                   | MZ        | w    |
| 83     | Bielsk Podlaski                      | Distretto di Bielsk                  | PD        | m    |
| 84     | Bielsk Podlaski (comune rurale)      | Distretto di Bielsk                  | PD        | w    |
| 85     | Bielsko-Biała                        |                                      | SL        | m    |
| 86     | Bierawa                              | Distretto di Kędzierzyn-Koźle        | OP        | w    |
| 87     | Bieruń                               | Distretto di Bieruń                  | SL        | m    |
| 88     | Bierutów                             | Distretto di Oleśnica                | DS        | mw   |
| 89     | Bierzwnik                            | Distretto di Choszczno               | ZP        | w    |
| 90     | Biesiekierz                          | Distretto di Koszalin                | ZP        | w    |
| 91     | Bieżuń                               | Distretto di Żuromin                 | MZ        | mw   |
| 92     | Biłgoraj                             | Distretto di Biłgoraj                | LU        | m    |
| 93     | Biłgoraj (comune rurale)             | Distretto di Biłgoraj                | LU        | w    |
| 94     | Bircza                               | Distretto di Przemyśl                | PK        | w    |
| 95     | Biskupice (Polonia)                  | Distretto di Wieliczka               | MA        | w    |
| 96     | Biskupiec (Nowe Miasto Lubawskie)    | Distretto di Nowe Miasto Lubawskie   | WN        | w    |
| 97     | Biskupiec (Olsztyn)                  | Distretto di Olsztyn                 | WN        | mw   |
| 98     | Biszcza                              | Distretto di Biłgoraj                | LU        | w    |
| 99     | Bisztynek                            | Distretto di Bartoszyce              | WN        | mw   |
| 100    | Blachownia                           | Distretto di Częstochowa             | SL        | mw   |
| 101    | Bledzew                              | Distretto di Międzyrzecz             | LB        | w    |
| 102    | Blizanów                             | Distretto di Kalisz                  | WP        | w    |
| 103    | Bliżyn                               | Distretto di Skarżysko-Kamienna      | SK        | w    |
| 104    | Błaszki                              | Distretto di Sieradz                 | LD        | mw   |
| 105    | Błażowa                              | Distretto di Rzeszów                 | PK        | mw   |
| 106    | Błędów                               | Distretto di Grójec                  | MZ        | w    |
| 107    | Błonie                               | Distretto di Varsavia Ovest          | MZ        | mw   |
| 108    | Bobolice                             | Distretto di Koszalin                | ZP        | mw   |
| 109    | Bobowa                               | Distretto di Gorlice                 | MA        | w    |
| 110    | Bobowo                               | Distretto di Starogard               | PM        | w    |
| 111    | Bobrowice                            | Distretto di Krosno Odrzańskie       | LB        | w    |
| 112    | Bobrowniki (Slesia)                  | Distretto di Będzin                  | SL        | w    |
| 113    | Bobrowniki (Cuiavia-Pomerania)       | Distretto di Lipno                   | KP        | w    |
| 114    | Bobrowo                              | Distretto di Brodnica                | KP        | w    |
| 115    | Bochnia                              | Distretto di Bochnia                 | MA        | m    |
| 116    | Bochnia (comune rurale)              | Distretto di Bochnia                 | MA        | w    |
| 117    | Boćki                                | Distretto di Bielsk                  | PD        | w    |
| 118    | Bodzanów                             | Distretto di Płock                   | MZ        | w    |
| 119    | Bodzechów                            | Distretto di Ostrowiec Świętokrzyski | SK        | w    |
| 120    | Bodzentyn                            | Distretto di Kielce                  | SK        | mw   |
| 121    | Bogatynia                            | Distretto di Zgorzelec               | DS        | mw   |
| 122    | Bogdaniec                            | Distretto di Gorzów                  | LB        | w    |
| 123    | Bogoria                              | Distretto di Staszów                 | SK        | w    |
| 124    | Boguchwała                           | Distretto di Rzeszów                 | PK        | mw   |
| 125    | Boguszów-Gorce                       | Distretto di Wałbrzych               | DS        | m    |
| 126    | Boguty-Pianki                        | Distretto di Ostrów Mazowiecka       | MZ        | w    |
| 127    | Bojadła                              | Distretto di Zielona Góra            | LB        | w    |
| 128    | Bojanowo                             | Distretto di Rawicz                  | WP        | mw   |
| 129    | Bojanów                              | Distretto di Stalowa Wola            | PK        | w    |
| 130    | Bojszowy                             | Distretto di Bieruń                  | SL        | w    |
| 131    | Bolesław (Dąbrowa)                   | Distretto di Dąbrowa                 | MA        | w    |
| 132    | Bolesław (Olkusz)                    | Distretto di Olkusz                  | MA        | w    |
| 133    | Bolesławiec (Bassa Slesia)           | Distretto di Bolesławiec             | DS        | m    |
| 134    | Bolesławiec (comune rurale)          | Distretto di Bolesławiec             | DS        | w    |
| 135    | Bolesławiec (Łódź)                   | Distretto di Wieruszów               | LD        | w    |
| 136    | Boleszkowice                         | Distretto di Myślibórz               | ZP        | w    |
| 137    | Bolimów                              | Distretto di Skierniewice            | LD        | w    |
| 138    | Bolków                               | Distretto di Jawor                   | DS        | mw   |
| 139    | Boniewo                              | Distretto di Włocławek               | KP        | w    |
| 140    | Borek Wielkopolski                   | Distretto di Gostyń                  | WP        | mw   |
| 141    | Borki                                | Distretto di Radzyń Podlaski         | LU        | w    |
| 142    | Borkowice                            | Distretto di Przysucha               | MZ        | w    |
| 143    | Borne Sulinowo                       | Distretto di Szczecinek              | ZP        | mw   |
| 144    | Boronów                              | Distretto di Lubliniec               | SL        | w    |
| 145    | Borowa                               | Distretto di Mielec                  | PK        | w    |
| 146    | Borowie                              | Distretto di Garwolin                | MZ        | w    |
| 147    | Borów                                | Distretto di Strzelin                | DS        | w    |
| 148    | Borzechów                            | Distretto di Lublino                 | LU        | w    |
| 149    | Borzęcin                             | Distretto di Brzesko                 | MA        | w    |
| 150    | Borzytuchom                          | Distretto di Bytów                   | PM        | w    |
| 151    | Bralin                               | Distretto di Kępno                   | WP        | w    |
| 152    | Branice (Polonia)                    | Distretto di Głubczyce               | OP        | w    |
| 153    | Braniewo                             | Distretto di Braniewo                | WN        | m    |
| 154    | Braniewo (comune rurale)             | Distretto di Braniewo                | WN        | w    |
| 155    | Brańsk                               | Distretto di Bielsk                  | PD        | m    |
| 156    | Brańsk (comune rurale)               | Distretto di Bielsk                  | PD        | w    |
| 157    | Brańszczyk                           | Distretto di Wyszków                 | MZ        | w    |
| 158    | Brąszewice                           | Distretto di Sieradz                 | LD        | w    |
| 159    | Brenna (Polonia)                     | Distretto di Cieszyn                 | SL        | w    |
| 160    | Brochów                              | Distretto di Sochaczew               | MZ        | w    |
| 161    | Brodnica (Cuiavia-Pomerania)         | Distretto di Brodnica                | KP        | m    |
| 162    | Brodnica (comune rurale)             | Distretto di Brodnica                | KP        | w    |
| 163    | Brodnica (Grande Polonia)            | Distretto di Śrem                    | WP        | w    |
| 164    | Brody (Santacroce)                   | Distretto di Starachowice            | SK        | w    |
| 165    | Brody (Lubusz)                       | Distretto di Żary                    | LB        | w    |
| 166    | Brojce                               | Distretto di Gryfice                 | ZP        | w    |
| 167    | Brok                                 | Distretto di Ostrów Mazowiecka       | MZ        | mw   |
| 168    | Brójce                               | Distretto di Łódź Est                | LD        | w    |
| 169    | Brudzeń Duży                         | Distretto di Płock                   | MZ        | w    |
| 170    | Brudzew                              | Distretto di Turek                   | WP        | w    |
| 171    | Brusy                                | Distretto di Chojnice                | PM        | mw   |
| 172    | Brwinów                              | Distretto di Pruszków                | MZ        | mw   |
| 173    | Brzeg                                | Distretto di Brzeg                   | OP        | m    |
| 174    | Brzeg Dolny                          | Distretto di Wołów                   | DS        | mw   |
| 175    | Brzesko                              | Distretto di Brzesko                 | MA        | mw   |
| 176    | Brzeszcze                            | Distretto di Oświęcim                | MA        | mw   |
| 177    | Brześć Kujawski                      | Distretto di Włocławek               | KP        | mw   |
| 178    | Brzeziny (Łódź)                      | Distretto di Brzeziny                | LD        | m    |
| 179    | Brzeziny (comune rurale)             | Distretto di Brzeziny                | LD        | w    |
| 180    | Brzeziny (Grande Polonia)            | Distretto di Kalisz                  | WP        | w    |
| 181    | Brzeźnica (Piccola Polonia)          | Distretto di Wadowice                | MA        | w    |
| 182    | Brzeźnica (Lubusz)                   | Distretto di Żagań                   | LB        | w    |
| 183    | Brzeźnio                             | Distretto di Sieradz                 | LD        | w    |
| 184    | Brzeżno                              | Distretto di Świdwin                 | ZP        | w    |
| 185    | Brzostek                             | Distretto di Dębica                  | PK        | w    |
| 186    | Brzozie                              | Distretto di Brodnica                | KP        | w    |
| 187    | Brzozów                              | Distretto di Brzozów                 | PK        | mw   |
| 188    | Brzuze                               | Distretto di Rypin                   | KP        | w    |
| 189    | Brzyska                              | Distretto di Jasło                   | PK        | w    |
| 190    | Buczek                               | Distretto di Łask                    | LD        | w    |
| 191    | Buczkowice                           | Distretto di Bielsko-Biała           | SL        | w    |
| 192    | Budry                                | Distretto di Węgorzewo               | WN        | w    |
| 193    | Budziszewice                         | Distretto di Tomaszów Mazowiecki     | LD        | w    |
| 194    | Budzów                               | Distretto di Sucha                   | MA        | w    |
| 195    | Budzyń                               | Distretto di Chodzież                | WP        | w    |
| 196    | Buk (Polonia)                        | Distretto di Poznań                  | WP        | mw   |
| 197    | Bukowiec                             | Distretto di Świecie                 | KP        | w    |
| 198    | Bukowina Tatrzańska                  | Distretto di Tatra                   | MA        | w    |
| 199    | Bukowno                              | Distretto di Olkusz                  | MA        | m    |
| 200    | Bukowsko                             | Distretto di Sanok                   | PK        | w    |
| 201    | Bulkowo                              | Distretto di Płock                   | MZ        | w    |
| 202    | Burzenin                             | Distretto di Sieradz                 | LD        | w    |
| 203    | Busko-Zdrój                          | Distretto di Busko-Zdrój             | SK        | mw   |
| 204    | Bychawa                              | Distretto di Lublino                 | LU        | mw   |
| 205    | Byczyna                              | Distretto di Kluczbork               | OP        | mw   |
| 206    | Bydgoszcz                            |                                      | KP        | m    |
| 207    | Bystra-Sidzina                       | Distretto di Sucha                   | MA        | w    |
| 208    | Bystrzyca Kłodzka                    | Distretto di Kłodzko                 | DS        | mw   |
| 209    | Bytnica                              | Distretto di Krosno Odrzańskie       | LB        | w    |
| 210    | Bytom                                |                                      | SL        | m    |
| 211    | Bytom Odrzański                      | Distretto di Nowa Sól                | LB        | mw   |
| 212    | Bytoń                                | Distretto di Radziejów               | KP        | w    |
| 213    | Bytów                                | Distretto di Bytów                   | PM        | mw   |
| 214    | Cedry Wielkie                        | Distretto di Danzica                 | PM        | w    |
| 215    | Cedynia                              | Distretto di Gryfino                 | ZP        | mw   |
| 216    | Cegłów                               | Distretto di Mińsk                   | MZ        | w    |
| 217    | Cekcyn                               | Distretto di Tuchola                 | KP        | w    |
| 218    | Ceków-Kolonia                        | Distretto di Kalisz                  | WP        | w    |
| 219    | Celestynów                           | Distretto di Otwock                  | MZ        | w    |
| 220    | Ceranów                              | Distretto di Sokołów                 | MZ        | w    |
| 221    | Cewice                               | Distretto di Lębork                  | PM        | w    |
| 222    | Charsznica                           | Distretto di Miechów                 | MA        | w    |
| 223    | Chąśno                               | Distretto di Łowicz                  | LD        | w    |
| 224    | Chełm                                |                                      | LU        | m    |
| 225    | Chełm (comune rurale)                | Distretto di Chełm                   | LU        | w    |
| 226    | Chełm Śląski                         | Distretto di Bieruń                  | SL        | w    |
| 227    | Chełmek                              | Distretto di Oświęcim                | MA        | mw   |
| 228    | Chełmiec                             | Distretto di Nowy Sącz               | MA        | w    |
| 229    | Chełmno                              | Distretto di Chełmno                 | KP        | m    |
| 230    | Chełmno (comune rurale)              | Distretto di Chełmno                 | KP        | w    |
| 231    | Chełmża                              | Distretto di Toruń                   | KP        | m    |
| 232    | Chełmża (comune rurale)              | Distretto di Toruń                   | KP        | w    |
| 233    | Chęciny                              | Distretto di Kielce                  | SK        | mw   |
| 234    | Chlewiska                            | Distretto di Szydłowiec              | MZ        | w    |
| 235    | Chłopice                             | Distretto di Jarosław                | PK        | w    |
| 236    | Chmielnik (Santacroce)               | Distretto di Kielce                  | SK        | mw   |
| 237    | Chmielnik (Precarpazia)              | Distretto di Rzeszów                 | PK        | w    |
| 238    | Chmielno                             | Distretto di Kartuzy                 | PM        | w    |
| 239    | Choceń                               | Distretto di Włocławek               | KP        | w    |
| 240    | Chocianów                            | Distretto di Polkowice               | DS        | mw   |
| 241    | Chociwel                             | Distretto di Stargard Szczeciński    | ZP        | mw   |
| 242    | Chocz                                | Distretto di Pleszew                 | WP        | w    |
| 243    | Choczewo                             | Distretto di Wejherowo               | PM        | w    |
| 244    | Chodecz                              | Distretto di Włocławek               | KP        | mw   |
| 245    | Chodel                               | Distretto di Opole Lubelskie         | LU        | w    |
| 246    | Chodów                               | Distretto di Koło                    | WP        | w    |
| 247    | Chodzież                             | Distretto di Chodzież                | WP        | m    |
| 248    | Chodzież (comune rurale)             | Distretto di Chodzież                | WP        | w    |
| 249    | Chojna                               | Distretto di Gryfino                 | ZP        | mw   |
| 250    | Chojnice                             | Distretto di Chojnice                | PM        | m    |
| 251    | Chojnice (comune rurale)             | Distretto di Chojnice                | PM        | w    |
| 252    | Chojnów                              | Distretto di Legnica                 | DS        | m    |
| 253    | Chojnów (comune rurale)              | Distretto di Legnica                 | DS        | w    |
| 254    | Chorkówka                            | Distretto di Krosno                  | PK        | w    |
| 255    | Choroszcz                            | Distretto di Białystok               | PD        | mw   |
| 256    | Chorzele                             | Distretto di Przasnysz               | MZ        | mw   |
| 257    | Chorzów                              |                                      | SL        | m    |
| 258    | Choszczno                            | Distretto di Choszczno               | ZP        | mw   |
| 259    | Chotcza                              | Distretto di Lipsko                  | MZ        | w    |
| 260    | Chrostkowo                           | Distretto di Lipno                   | KP        | w    |
| 261    | Chrzanów (Piccola Polonia)           | Distretto di Chrzanów                | MA        | mw   |
| 262    | Chrzanów (Lublino)                   | Distretto di Janów Lubelski          | LU        | w    |
| 263    | Chrząstowice                         | Distretto di Opole                   | OP        | w    |
| 264    | Chrzypsko Wielkie                    | Distretto di Międzychód              | WP        | w    |
| 265    | Chybie                               | Distretto di Cieszyn                 | SL        | w    |
| 266    | Chynów                               | Distretto di Grójec                  | MZ        | w    |
| 267    | Ciasna                               | Distretto di Lubliniec               | SL        | w    |
| 268    | Ciechanowiec                         | Distretto di Wysokie Mazowieckie     | PD        | mw   |
| 269    | Ciechanów                            | Distretto di Ciechanów               | MZ        | m    |
| 270    | Ciechanów (comune rurale)            | Distretto di Ciechanów               | MZ        | w    |
| 271    | Ciechocin                            | Distretto di Golub-Dobrzyń           | KP        | w    |
| 272    | Ciechocinek                          | Distretto di Aleksandrów Kujawski    | KP        | m    |
| 273    | Cielądz                              | Distretto di Rawa                    | LD        | w    |
| 274    | Ciepielów                            | Distretto di Lipsko                  | MZ        | w    |
| 275    | Ciepłowody                           | Distretto di Ząbkowice Śląskie       | DS        | w    |
| 276    | Cieszanów                            | Distretto di Lubaczów                | PK        | mw   |
| 277    | Cieszków                             | Distretto di Milicz                  | DS        | w    |
| 278    | Cieszyn                              | Distretto di Cieszyn                 | SL        | m    |
| 279    | Ciężkowice                           | Distretto di Tarnów                  | MA        | mw   |
| 280    | Cisek                                | Distretto di Kędzierzyn-Koźle        | OP        | w    |
| 281    | Cisna                                | Distretto di Lesko                   | PK        | w    |
| 282    | Cmolas                               | Distretto di Kolbuszowa              | PK        | w    |
| 283    | Cybinka                              | Distretto di Słubice                 | LB        | mw   |
| 284    | Cyców                                | Distretto di Łęczna                  | LU        | w    |
| 285    | Czajków                              | Distretto di Ostrzeszów              | WP        | w    |
| 286    | Czaplinek                            | Distretto di Drawsko Pomorskie       | ZP        | mw   |
| 287    | Czarna (Bieszczady)                  | Distretto di Bieszczady              | PK        | w    |
| 288    | Czarna (Dębica)                      | Distretto di Dębica                  | PK        | w    |
| 289    | Czarna (Łańcut)                      | Distretto di Łańcut                  | PK        | w    |
| 290    | Czarna Białostocka                   | Distretto di Białystok               | PD        | mw   |
| 291    | Czarna Dąbrówka                      | Distretto di Bytów                   | PM        | w    |
| 292    | Czarna Woda                          | Distretto di Starogard               | PM        | m    |
| 293    | Czarne                               | Distretto di Człuchów                | PM        | w    |
| 294    | Czarnia (comune)                     | Distretto di Ostrołęka               | MZ        | w    |
| 295    | Czarnków                             | Distretto di Czarnków e Trzcianka    | WP        | m    |
| 296    | Czarnków (comune rurale)             | Distretto di Czarnków e Trzcianka    | WP        | w    |
| 297    | Czarnocin (Santacroce)               | Distretto di Kazimierza Wielka       | SK        | w    |
| 298    | Czarnocin (Łódź)                     | Distretto di Piotrków                | LD        | w    |
| 299    | Czarnożyły                           | Distretto di Wieluń                  | LD        | w    |
| 300    | Czarny Bór                           | Distretto di Wałbrzych               | DS        | w    |
| 301    | Czarny Dunajec                       | Distretto di Nowy Targ               | MA        | w    |
| 302    | Czastary                             | Distretto di Wieruszów               | LD        | w    |
| 303    | Czchów                               | Distretto di Brzesko                 | MA        | mw   |
| 304    | Czechowice-Dziedzice                 | Distretto di Bielsko-Biała           | SL        | mw   |
| 305    | Czeladź                              | Distretto di Będzin                  | SL        | m    |
| 306    | Czemierniki                          | Distretto di Radzyń Podlaski         | LU        | w    |
| 307    | Czempiń                              | Distretto di Kościan                 | WP        | mw   |
| 308    | Czeremcha                            | Distretto di Hajnówka                | PD        | w    |
| 309    | Czermin (Precarpazia)                | Distretto di Mielec                  | PK        | w    |
| 310    | Czermin (Grande Polonia)             | Distretto di Pleszew                 | WP        | w    |
| 311    | Czernica                             | Distretto di Breslavia               | DS        | w    |
| 312    | Czernice Borowe                      | Distretto di Przasnysz               | MZ        | w    |
| 313    | Czernichów (Piccola Polonia)         | Distretto di Cracovia                | MA        | w    |
| 314    | Czernichów (Slesia)                  | Distretto di Żywiec                  | SL        | w    |
| 315    | Czerniejewo                          | Distretto di Gniezno                 | WP        | mw   |
| 316    | Czerniewice                          | Distretto di Tomaszów Mazowiecki     | LD        | w    |
| 317    | Czernikowo                           | Distretto di Toruń                   | KP        | w    |
| 318    | Czersk                               | Distretto di Chojnice                | PM        | mw   |
| 319    | Czerwieńsk                           | Distretto di Zielona Góra            | LB        | mw   |
| 320    | Czerwin                              | Distretto di Ostrołęka               | MZ        | w    |
| 321    | Czerwińsk nad Wisłą                  | Distretto di Płońsk                  | MZ        | w    |
| 322    | Czerwionka-Leszczyny                 | Distretto di Rybnik                  | SL        | mw   |
| 323    | Czerwonak                            | Distretto di Poznań                  | WP        | w    |
| 324    | Czerwonka                            | Distretto di Maków                   | MZ        | w    |
| 325    | Częstochowa                          |                                      | SL        | m    |
| 326    | Człopa                               | Distretto di Wałcz                   | ZP        | mw   |
| 327    | Człuchów                             | Distretto di Człuchów                | PM        | m    |
| 328    | Człuchów                             | Distretto di Człuchów                | PM        | w    |
| 329    | Czorsztyn                            | Distretto di Nowy Targ               | MA        | w    |
| 330    | Czosnów                              | Distretto di Nowy Dwór Mazowiecki    | MZ        | w    |
| 331    | Czudec                               | Distretto di Strzyżów                | PK        | w    |
| 332    | Czyże                                | Distretto di Hajnówka                | PD        | w    |
| 333    | Czyżew-Osada                         | Distretto di Wysokie Mazowieckie     | PD        | w    |
| 334    | Ćmielów                              | Distretto di Ostrowiec Świętokrzyski | SK        | mw   |

Sigle dei tipi di comune:

m: miejska (comuni urbani), mw: miejsko-wiejska (comuni urbano-rurali), w: wiejska (comuni rurali).